# Neovisna narodna stranka
Neovisna narodna stranka (neodvisna, kako se je u svojem vremenu zvala) naziv je za političku stranku koju su 1880. godine u Banskoj Hrvatskoj osnovali bivši članovi Narodne stranke na čelu s Matijom Mrazovićem. Razlog za odlazak iz stranke bilo je nezadovoljstvo prevelikom popustljivošću narodnjaka prema nastojanjima mađarizacije Hrvatske. Iako nije formalno bio član, jedan od glavnih pokrovitelja i vođa stranke bio je i Josip Juraj Strossmayer. Glavno glasilo stranke bio je Obzor te su se nazivali i obzoraši, a jedno vrijeme Pozor, pa su ih zvali i pozoraši.
Stranka je usprkos svojem otporu mađarizaciji pod Khuenovim banovanjem bila marginalizirana, tako da je 1894. godine stupila u stalnu koaliciju sa Strankom prava, koju su zvali "domovinaši", a godine 1902. se je s njome ujedinila u Hrvatsku opoziciju, koja 1903. mijenja ime u Hrvatska stranka prava.
Istaknuti članovi stranke koji su bili odvjetnici bili su Matija Mrazović, Šime Mazzura, Marijan Derenčin, Ivan Zahar, Lovro Vidrić (svi iz Zagreba), Josip Majcen (u Krapini) i Ignjat Brlić (u Brodu).

## Također pogledajte
- Narodna stranka (Dalmacija)
- Hrvatsko-slovenska narodna stranka